# Черепахоголова морська змія
Черепахоголова морська змія (Emydocephalus) — рід не отруйних змій родини аспідових. Має 3 види.

## Опис
Загальна довжина представників цього роду коливається від 60 см до 1,3 м. Голова помірного розміру. Є 3 верхньогубних щитка, другий довший за інші. Присутній великий вентральний щиток. Загалом голова дещо схожа на голову черепахи. Через тулуб проходить 15—17 рядків луски. Вентральних щитків — 125–146. Є рудиментарні зуби верхньої щелепи позаду іклів. Забарвлення коливається від чорного або коричневого до жовтого зі світлими смугами або без них.

## Спосіб життя
Проводить життя у морі та біля узбережжя. Активні вночі. Харчуються рибою та її ікрою.
Це живородні змії.

## Розповсюдження
Мешкають у східній частині Індійського океану та західної частини Тихого океану.

## Види
- Emydocephalus annulatus Krefft, 1869
- Emydocephalus ijimae Stejneger, 1898
- Emydocephalus orarius Nankivell, Goiran, Hourston, Shine, Rasmussen, Thomson, & Sanders, 2020[1]